# Gieterzandvoort
Gieterzandvoort is een buurtschap in de gemeente Aa en Hunze in de Nederlandse provincie Drenthe. De buurtschap behoort bij het dorp Gieten en is gelegen iets ten zuidoosten van Eexterzandvoort en ten westen van Gieterveen aan de zuidzijde van de rijksweg N33.
Drenthe: Steden en dorpen      Nederland: Provincies · Gemeenten